# Émetteur à arc chantant
Pour les articles homonymes, voir Émetteur.
Ne doit pas être confondu avec Émetteur à étincelles#Émetteur à étincelles à  excitation directe.

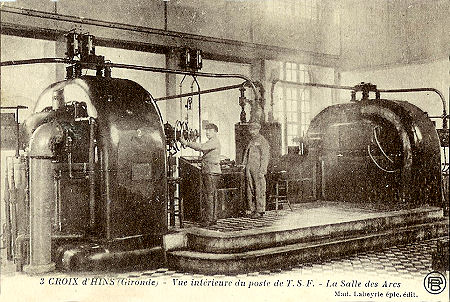
Salle des machines de l'émetteur radio à arc à onde de compensation de Lafayette (dite salle des arcs).

Un émetteur à arc chantant (en allemand : Knallfunkensender) : (traduction : émetteur à détonation ou à claquement) est une forme historique de circuit  d'émetteur d'ondes radioélectriques appartenant à  la famille des émetteurs à arcs à onde entretenue et l'un des premiers émetteurs haute fréquence techniquement réalisés. L'arc de William Duddell oscille aux fréquences audio, ce qui lui valut le surnom d'« arc chantant ». Les émetteurs radio à arc chantant servaient à transmettre sans fil des messages sous forme de radiotélégrammes en code Morse dans le cadre de la télégraphie radio. En 1897, le pionnier italien de la radio Guglielmo Marconi réussit à franchir 15 km sans fil sur le canal de Bristol, au moyen d'un émetteur radio à arc. En 1901, il réussit la première liaison radio entre l'Amérique du Nord et l'Europe à travers l'Atlantique Nord en utilisant la même technique d'émission. En 1909, Marconi et Ferdinand Braun, qui a créé les conditions techniques fondamentales pour la performance des émetteurs de Marconi, ont reçu le prix Nobel de physique « en reconnaissance de leurs mérites dans le développement de la télégraphie sans fil ».
Cette première forme de transmission d'informations fut appelée "Funken-Telegraphie" ou en abrégé FT. La société allemande Telefunken en a tiré son nom en 1903. L'émetteur radio à arc a été perfectionné en 1906 pour devenir un émetteur à étincelles de conception similaire. Le premier et principal promoteur de cette nouvelle technologie fut l'armée.
Dès 1908, la technique de l'arc chantant servira aux premières expériences de transmission de la voix sur onde continue alors que la technique de l'émetteur à  étincelles ne le permet pas. On notera les expériences de transmission de la phonie effectuées par Lee de Forest et son récepteur audion à la tour Eiffel puis au mont Valérien.  
En 1914, la tour Eiffel a remplacé les émetteurs à étincelles par un émetteur à  arc chantant.

## Mode de fonctionnement

Circuit de principe d'un émetteur radio à détonation.

Le mode de fonctionnement est similaire aux expériences réalisées par Heinrich Hertz lors de la première génération d'ondes radio (1886-1888). 
Dans le circuit de principe simplifié représenté à droite, le condensateur C1 est chargé à travers la pré-résistance R pour limiter le courant à haute tension de quelques kV à 100 kV. Le processus de charge se termine par l'allumage de l'éclateur, il y a une décharge d'étincelles dans le circuit oscillant parallèle composé de C2 et d'une bobine L. Le circuit oscillant, équilibré à une fréquence de résonance déterminée par les valeurs de C2 et L, transmet une partie de l'énergie à l'antenne sous forme d'oscillation amortie. Lors de la décharge, il se produit une forte détonation comme celle de la foudre, d'où le nom de ce type d'émetteur.
L'emploi de l'expression « émetteur à détonation » ne persiste que dans des sources en langue allemande en faisant référence aux expériences de la liaison radio de deux kilomètres proche de Potsdam en 1897, puis  de la station de Nauen sur la Havel,. Ailleurs dans le monde, on n'emploie que le terme d'émetteur à  arc avec diverses techniques de compensation pour son amélioration. 

« À l'époque, lorsqu'il fallait télégraphier, un chauffeur devait d'abord ajouter une pelletée de charbon dans la chaudière d'une machine à vapeur équipée d'un générateur de courant alternatif. Au début, les signaux en morse générés par les étincelles n'avaient certainement pas une plus grande portée que les ondes sonores qu'ils propageaient : Le vacarme infernal pouvait encore être capté à plusieurs kilomètres de distance avec le tympan nu. Mais dès 1908/09, les signaux de Nauen pouvaient être captés sans problème par les stations Telefunken de Norddeich (400 km), Rigi-Scheidegg (800 km) et Saint-Pétersbourg, distante de 1 300 km. Dès 1911, les colonies allemandes du Cameroun et du Togo, distantes de 5.000 km, ont été atteintes par voie hertzienne. »

Pour éviter qu'un arc électrique ne subsiste en cas de forte séquence d'étincelles, on a développé des éclateurs qui s'éteignent par désionisation et refroidissement.
Enfin, Valdemar Poulsen a développé l'émetteur à arc électrique, de conception similaire, qui présentait de meilleures caractéristiques en raison de la génération continue d'oscillations et qui a surmonté les inconvénients des émetteurs à étincelles.

## Inconvénients
Dans les années 1920, les émetteurs radio à détonation ont été interdits car ils perturbaient la réception d'autres émetteurs en raison de la grande largeur de bande du signal généré. Dès que l'éclateur s'allume, la fréquence diminue en raison du montage en parallèle des deux condensateurs C1 et C2. Après l'extinction de l'éclateur, la fréquence d'émission augmente car seul C2 est encore relié à la bobine. Une autre raison de la grande largeur de bande réside dans le fait que les étincelles génèrent en principe un signal fortement déformé par rapport à la forme sinusoïdale et donc à large bande. On peut facilement l'entendre dans les bruits parasites grésillants des éclairs d'orage à la radio sur les ondes longues, moyennes et courtes. De plus, avec cette technique d'émission, le circuit oscillant n'est déclenché que brièvement à chaque fois, ce qui ne produit qu'une série d'oscillations amorties.